# 浅見美那
浅見 美那（あさみ みな、1958年12月2日 - ）は、日本の元女優。埼玉県東松山市出身。既婚。

## 来歴・人物
淑徳学園短期大学卒業。
TBSの緑山塾の1期生。同期に田中美佐子がいる。
『ぴょん太のあんぜんにっき』(NHK)のお姉さん（初代）役でデビュー。
1983年より日活ロマンポルノに出演。作品数は少ないものの妖艶な魅力で一躍80年代を代表するロマンポルノ女優となる。その後本格的にテレビに進出した。
1987年放送の『光戦隊マスクマン』では全くキャラクターが違う姉妹の二役を演じた。
その後医師と結婚し専業主婦となり引退。
趣味には、琴、油絵、仏像コレクションがあった。
『マスクマン』で共演した海津亮介は、色っぽい雰囲気で演技も上手かったが、アクションもスタントなしでほとんど演じなければならなかったため大変であっただろうと述懐している。

## 出演

### 映画
- 暴力戦士（1979年、監督:石井輝男） - ボディペインティングの女
- 色ざんげ（1983年、監督:西村昭五郎） - お美奈
- ポルノ女優志願（1983年、監督:小原宏裕） - 兵藤霧子
- 女囚 檻（1983年、監督:小沼勝） - 正代(22)女囚
- 白衣物語・淫す!（1984年、監督:伊藤秀裕） - 吉永しのぶ
- 丸茂ジュンの痴女伝説（1984年、監督:西村昭五郎） - 田村由美
- 女子大寮VS看護婦学園寮（1984年、監督:斉藤信幸） - 宮本一枝
- 晴れ、ときどき殺人（1984年、監督:井筒和幸） - 田代明美
- 大奥十八景（1986年、監督:鈴木則文） - あやめ
- 火宅の人（1986年、監督:深作欣二） - 滝
- 光戦隊マスクマン（1987年、監督:長石多可男） - 地底王子イガム

### テレビドラマ
- 土曜ワイド劇場（ANB）
  - 「死角に消えた殺人者」（1982年9月18日）
  - 「不倫の女・院長夫人の若すぎる犯罪 もとは看護婦なのに…」（1984年6月2日）
  - 「悪女志願」（1986年）
  - 「京都・十条家の惨劇」（1990年8月14日）
  - 「森村誠一の終着駅シリーズ1　森村誠一の終列車」（1990年12月8日）
  - 「鳥羽・賢島同期会ツアー殺人事件 殺意の出世物語」（1992年9月12日） - 染奴
- 大江戸捜査網（TX、ヴァンフィル）
  - 第493話「人妻危機シリーズ 悪徳人妻市場・裏切りの情事」（1983年） - お雪
  - 第518話「処刑直前! 清次郎命の賭け」（1983年） - お七
- 必殺シリーズ（ABC、松竹）
  - 必殺渡し人 第13話「秋雨の中で渡します」（1983年10月14日） - みよ
  - 必殺仕事人・激突! 第14話「主水一家のバブル」（1992年） - お染
- 銭形平次 第861話「街の嫌われ者」（1983年、CX / 東映） - お映
- ザ・ハングマン4 第13話「強盗ガードマンを人間パチンコではじく!」（1984年） - 青木里美
- 青い瞳の聖ライフ（1984年）
- 陰の告発者（1984年）- 折原元枝
- 流れ星佐吉（1984年）
- うちの子にかぎって… 第2期第6話「ボクらは少年探偵団」（1985年5月24日、TBS） - 松原みさお
- 痛快!OL通り（1986年、TBS）
- スーパー戦隊シリーズ（ANB / 東映）
  - 超新星フラッシュマン 第40話「処刑都市XX作戦」（1986年） - シベール
  - 光戦隊マスクマン（1987年） - 地底王子イガム、イアル姫／美緒（二役）
- 暴れん坊将軍II 第144話「吉宗が愛した悪女」（1986年、ANB / 東映） - お道の方
- 大岡越前 第9部 第21話「盗賊を強請った男」（1986年3月17日、TBS / C.A.L） - お光
- 特捜最前線 第465話「木曜日の暴行魔! 疑惑の単身警官待機寮」（1986年5月15日、ANB） - 三杉まゆみ
- ベイシティ刑事 第23話「ヘビの入れ墨をした女」（1988年3月16日、ANB / 東映）
- 火曜スーパーワイド「西村京太郎トラベルミステリー　死を運ぶ新特急「谷川7号」美人OL探偵と窓際刑事」（1988年7月19日、ANB）
- 男と女のミステリー「罠の中の女」（1988年10月21日、CX）
- はぐれ刑事純情派 第2シリーズ 第3話「マンションの鍵を模造した男」（1989年4月19日、ANB）
- ゴリラ・警視庁捜査第8班 第27話「瀬戸内冒険団」（1989年、ANB）
- 鬼平犯科帳 第1シリーズ 第21話「敵」（1990年1月17日、CX） - お浪
- ドラマチック22「診察室はレモン色1」（1990年1月20日、TBS）
- 東京ストーリーズ「待つ女」（1990年3月1日、CX）
- 神谷玄次郎捕物控 第4話「疑惑」（1990年、KTV）
- 江戸中町奉行所 第9話「おかめの涙」（1990年、TX）
- 代表取締役刑事 第2話「終着駅」（1990年、ANB） - 神崎美砂子
- 将軍家光忍び旅 第1シリーズ 第4話「暗雲なびく女狐の湯」（1990年11月3日、ANB / 東映） - お鈴の方
- 不思議少女ナイルなトトメス 第3話「寄せ鍋の女王」（1991年、CX / 東映） - 女王
- 長七郎江戸日記 第3シリーズ 第20話「恋しぐれ、女スリ」（1991年3月12日、NTV / ユニオン映画） - 美奈代
- 岡っ引どぶ 第2話「流人島殺人事件」（1991年4月17日、CX / 映像京都） - おまき 役
- 眠れない夜をかぞえて（1992年、TBS）
- 水戸黄門 第21部 第9話「密命帯びた忍び妻 -杵築-」（1992年6月1日、TBS / C.A.L） - お葉
- 名奉行 遠山の金さん 第5シリーズ 第27話「富くじ千両大からくり」（1993年11月18日、ANB / 東映） - お仙
- 江戸を斬るVIII 第3話「悪が群がる地獄島」（1994年2月14日、TBS / C.A.L） - お絹

### バラエティ
- オレたちひょうきん族 タケちゃんマン - THE TAKECHAN-マン（ママさん・ひとみ）
- 保険体育　（1991年、KTV）-　アシスタント